# Jill Mortimer
Pour les articles homonymes, voir Mortimer.
Jillian Wendy Mortimer, née Sowerby, le 20 mars 1965 à Leeds, est une femme politique britannique, membre du Parti conservateur.
Elle est élue députée de la circonscription d'Hartlepool lors de l'élection partielle de 2021 et siège au parlement du Royaume-Uni.